# Данієль Наваррете
Данієль Наваррете (ісп. Daniel Navarrete; нар. 6 січня 1963) — аргентинський борець вільного та греко-римського стилів, дворазовий чемпіон та дворазовий срібний призер чемпіонатів Південної Америки, дворазовий срібний призер Панамериканських чемпіонатів, срібний призер Панамериканських ігор, чотириразовий чемпіон Панамериканських ігор, учасник двох Олімпійських ігор у змаганнях і з вільної, із греко-римської боротьби. Приблизно з однаковим успіхом виступав на змаганнях в обох видах боротьби.

## Спортивні результати на міжнародних змаганнях

### Виступи на Олімпіадах
| Змагання                    | Збірна    | Вагова категорія                 | Місце |
| --------------------------- | --------- | -------------------------------- | ----- |
| Літні Олімпійські ігри 1984 | Аргентина | вільна боротьба, до 68 кг        | AC    |
| Літні Олімпійські ігри 1984 | Аргентина | греко-римська боротьба, до 68 кг | AC    |
| Літні Олімпійські ігри 1988 | Аргентина | вільна боротьба, до 68 кг        | AC    |
| Літні Олімпійські ігри 1988 | Аргентина | греко-римська боротьба, до 68 кг | AC    |

### Виступи на Панамериканських чемпіонатах
| Змагання                                   | Збірна    | Вагова категорія                 | Місце  |
| ------------------------------------------ | --------- | -------------------------------- | ------ |
| Панамериканський чемпіонат з боротьби 1987 | Аргентина | вільна боротьба, до 68 кг        | 5      |
| Панамериканський чемпіонат з боротьби 1987 | Аргентина | греко-римська боротьба, до 68 кг | 4      |
| Панамериканський чемпіонат з боротьби 1988 | Аргентина | вільна боротьба, до 68 кг        | 6      |
| Панамериканський чемпіонат з боротьби 1988 | Аргентина | греко-римська боротьба, до 68 кг | Срібло |
| Панамериканський чемпіонат з боротьби 1991 | Аргентина | вільна боротьба, до 68 кг        | Срібло |
| Панамериканський чемпіонат з боротьби 1991 | Аргентина | греко-римська боротьба, до 68 кг | 4      |
| Панамериканський чемпіонат з боротьби 1992 | Аргентина | вільна боротьба, до 68 кг        | 5      |

### Виступи на Панамериканських іграх
| Змагання                  | Збірна    | Вагова категорія                 | Місце  |
| ------------------------- | --------- | -------------------------------- | ------ |
| Панамериканські ігри 1987 | Аргентина | вільна боротьба, до 68 кг        | 5      |
| Панамериканські ігри 1987 | Аргентина | греко-римська боротьба, до 68 кг | 4      |
| Панамериканські ігри 1991 | Аргентина | греко-римська боротьба, до 68 кг | 4      |
| Панамериканські ігри 1991 | Аргентина | вільна боротьба, до 68 кг        | Срібло |
| Панамериканські ігри 1995 | Аргентина | греко-римська боротьба, до 68 кг | 5      |

### Виступи на Південноамериканських іграх
| Змагання                       | Збірна    | Вагова категорія                 | Місце  |
| ------------------------------ | --------- | -------------------------------- | ------ |
| Південноамериканські ігри 1982 | Аргентина | вільна боротьба, до 62 кг        | Золото |
| Південноамериканські ігри 1986 | Аргентина | греко-римська боротьба, до 68 кг | Золото |
| Південноамериканські ігри 1986 | Аргентина | вільна боротьба, до 68 кг        | Золото |
| Південноамериканські ігри 1994 | Аргентина | греко-римська боротьба, до 68 кг | Золото |

### Виступи на Чемпіонатах Південної Америки
| Змагання                                    | Збірна    | Вагова категорія                 | Місце  |
| ------------------------------------------- | --------- | -------------------------------- | ------ |
| Чемпіонат Південної Америки з боротьби 1983 | Аргентина | греко-римська боротьба, до 62 кг | Золото |
| Чемпіонат Південної Америки з боротьби 1983 | Аргентина | вільна боротьба, до 62 кг        | Золото |
| Чемпіонат Південної Америки з боротьби 1990 | Аргентина | греко-римська боротьба, до 68 кг | Срібло |
| Чемпіонат Південної Америки з боротьби 1990 | Аргентина | вільна боротьба, до 68 кг        | Срібло |